# 新地理B
新地理B （しんちりビー）は、1998年のFIFAワールドカップ開催時にはスカイパーフェクTV!にて出場32カ国の紹介を紹介した番組。2002年、2006年にも同様の形式で復活している。

## 概要
ワールドカップ出場国をテーマにして取り上げ、その国についてのさまざまなデータを紹介する。フジテレビ系列で、1991年に放送されていたJOCX-TV2情報番組の地理Bがこの番組名の由来になっている。

## 紹介国
1998年の放送順を掲載。複数回登場もあり。
| - アルゼンチン - ブラジル - イタリア - メキシコ - イングランド - チリ - サウジアラビア - フランス | - スコットランド - モロッコ - ノルウェー - カメルーン - オーストリア - 南アフリカ - パラグアイ - ブルガリア | - デンマーク - スペイン - ナイジェリア - ベルギー - オランダ - 日本 - 韓国 - ユーゴスラビア | - イラン - ジャマイカ - クロアチア - チュニジア - ルーマニア - コロンビア - ドイツ - アメリカ |

## ナレーター
- 銀河万丈(1991年のフジテレビ版でもナレーションを担当)